# ザ・ショッパーズ
ザ・ショッパーズは、愛媛県今治市にあった商業施設。地下1階、地上5階建ての建物で、今治デパートが運営していた。

## 概要
ダイエーのフランチャイジーであった今治デパートが1972年に「ダイエー今治ショッパーズプラザ」として開店した。直後のピーク時には約50億円を売り上げたが、大店法改正、郊外型大型店の出店などで1997年8月期には約32億円に減少。
1998年には今治デパートが「ワンフロア面積が小さいなど、ダイエーFC基準に建物が合わなくなった」として、ダイエーとのフランチャイズ契約を解消した。1998年4月8日閉店し、2億5千万円をかけて改装し同月23日にリニューアルオープンした。「ザ･ショッパーズ」の名称で自社経営の食品スーパーと外部テナントによる書籍および日用品を販売する専門店に業態転換した。リニューアル時には売り場面積を以前の約7,100㎡から地階から2階までの3,960㎡に縮小した。
1999年2月10日には1階に愛媛県内最大規模（約700㎡）の100円ショップとして、大創産業がオープン。同年2月20日には2階に書店では東予地方最大規模（約1,000㎡）となる宮脇書店（フランチャイズ店として今治デパート運営）がオープンした。
2008年にスーパー、2010年に宮脇書店が撤退するなどテナントの撤退が進み、2011年に閉鎖された。閉鎖後は建物は取り壊され、現在は隣接する今治国際ホテルの駐車場となっている。

## かつて出店していた主なテナント
- オフハウス
- ハードオフ
- ビッグウッド
- ナムコ
- マークス･マート（今治デパートが経営していたスーパーマーケット）
- らんらんランド（ゲームセンター）
- 大創産業（100円ショップ）
- 宮脇書店

## アクセス
- 瀬戸内運輸警察署前停留所から徒歩3分。

## 周辺
- 愛媛県東予地方局今治支局
- 今治警察署
- 百十四銀行今治支店
- 今治国際ホテル